# 1980-as Formula–1 amerikai nagydíj
A kelet-amerikai nagydíj volt az 1980-as Formula–1 világbajnokság tizennegyedik futama.

## Futam
| Helyezés | #  | Versenyző          | Csapat/Motor    | Körök | Idő/Kiesés oka | Rajthely | Pontszám |
| -------- | -- | ------------------ | --------------- | ----- | -------------- | -------- | -------- |
| 1        | 27 | Alan Jones         | Williams-Ford   | 59    | 1:34:36,05     | 5        | 9        |
| 2        | 28 | Carlos Reutemann   | Williams-Ford   | 59    | +4,21          | 3        | 6        |
| 3        | 25 | Didier Pironi      | Ligier-Ford     | 59    | +12,57         | 7        | 4        |
| 4        | 12 | Elio de Angelis    | Lotus-Ford      | 59    | +29,69         | 4        | 3        |
| 5        | 26 | Jacques Laffite    | Ligier-Ford     | 58    | +1 kör         | 12       | 2        |
| 6        | 11 | Mario Andretti     | Lotus-Ford      | 58    | +1 kör         | 11       | 1        |
| 7        | 16 | René Arnoux        | Renault         | 58    | +1 kör         | 6        |          |
| 8        | 9  | Marc Surer         | ATS-Ford        | 57    | +2 kör         | 17       |          |
| 9        | 50 | Rupert Keegan      | Williams-Ford   | 57    | +2 kör         | 15       |          |
| 10       | 21 | Keke Rosberg       | Fittipaldi-Ford | 57    | +2 kör         | 14       |          |
| 11       | 1  | Jody Scheckter     | Ferrari         | 56    | +3 kör         | 23       |          |
| HN       | 7  | John Watson        | McLaren-Ford    | 50    | +9 kör         | 9        |          |
| Kiesett  | 2  | Gilles Villeneuve  | Ferrari         | 49    | Baleset        | 18       |          |
| HN       | 3  | Jean-Pierre Jarier | Tyrrell-Ford    | 40    | +19 kör        | 22       |          |
| Kiesett  | 30 | Jochen Mass        | Arrows-Ford     | 36    | Erőátvitel     | 24       |          |
| Kiesett  | 23 | Bruno Giacomelli   | Alfa Romeo      | 31    | Elektronika    | 1        |          |
| Kiesett  | 5  | Nelson Piquet      | Brabham-Ford    | 25    | Kicsúszás      | 2        |          |
| Kiesett  | 6  | Héctor Rebaque     | Brabham-Ford    | 20    | Motorhiba      | 8        |          |
| Kiesett  | 31 | Eddie Cheever      | Osella-Ford     | 20    | Felfüggesztés  | 16       |          |
| Kiesett  | 29 | Riccardo Patrese   | Arrows-Ford     | 16    | Kicsúszás      | 20       |          |
| Kiesett  | 14 | Jan Lammers        | Ensign-Ford     | 16    | Kormány        | 25       |          |
| Kiesett  | 20 | Emerson Fittipaldi | Fittipaldi-Ford | 15    | Felfüggsztés   | 19       |          |
| Kiesett  | 4  | Derek Daly         | Tyrrell-Ford    | 3     | Kicsúszás      | 21       |          |
| Kiesett  | 22 | Andrea de Cesaris  | Alfa Romeo      | 2     | Baleset        | 10       |          |
| NI       | 8  | Alain Prost        | McLaren-Ford    |       | Betegség       | 13       |          |
| Kizárva  | 43 | Mike Thackwell     | Tyrrell-Ford    |       |                |          |          |
| Kizárva  | 51 | Geoff Lees         | Williams-Ford   |       |                |          |          |

## A világbajnokság végeredménye
| H   | Versenyzők            | Pont    | H   | Konstruktőrök   | Pont |
| --- | --------------------- | ------- | --- | --------------- | ---- |
| 1.  | Alan Jones            | 67 (71) | 1.  | Williams-Ford   | 120  |
| 2.  | Nelson Piquet         | 54      | 2.  | Ligier-Ford     | 66   |
| 3.  | Carlos Reutemann      | 42 (49) | 3.  | Brabham-Ford    | 55   |
| 4.  | Jacques Laffite       | 34      | 4.  | Renault         | 38   |
| 5.  | Didier Pironi         | 32      | 5.  | Lotus-Ford      | 14   |
| 6.  | René Arnoux           | 29      | 6.  | Tyrrell-Ford    | 12   |
| 7.  | Elio de Angelis       | 13      | 7.  | McLaren-Ford    | 11   |
| 8.  | Jean-Pierre Jabouille | 9       | 8.  | Arrows-Ford     | 11   |
| 9.  | Riccardo Patrese      | 7       | 9.  | Fittipaldi-Ford | 11   |
| 10. | Keke Rosberg          | 6       | 10. | Ferrari         | 8    |

(A teljes lista)

## Statisztikák
Vezető helyen:
- Bruno Giacomelli: 31 (1-31)
- Alan Jones: 28 (32-59)

Alan Jones 10. győzelme, 7. leggyorsabb köre, Bruno Giacomelli egyetlen pole-pozíciója.
- Williams 11. győzelme.

Emerson Fittipaldi (149.) és Jody Scheckter (143.) utolsó versenye.
Jean-Pierre Jarier 100. nagydíja.